# حريم بو سلطان (مسلسل)
حريم بو سلطان هو مسلسل خليجي لعام 2016. من بطولة الفنان القدير (جمال الردهان) والفنانة القديرة (فخرية خميس)

## قصة العمل
مسلسل اجتماعي درامي تتناول أحداثه العديد من القضايا الاجتماعية الخليجية من خلال قصة بوسلطان الذي يتمنى أن يرزقه الله بطفل، فيضطر للزواج بأكثر من امرأة حتى يحقق حلمه فيقع بما لا تحمد عقباه بعد ان تتفق جميع الزوجات عليه فيضيع بو سلطان بين زوجاته اللاتي يقمن بالمقالب ضده.

## قصة الحلقة الأولى
تحاول أم بو سلطان إقناع ابنها بالزواج من أخرى حتى تنجب له، بعد زواجه من مريم لمدة ست سنوات دون الإنجاب، وبالفعل يقتنع بكلامها ويتزوج من ناديا، وتترك مريم المنزل وتصر على عدم الرجوع.

## بطولة
جمال الردهان (احمد بو سلطان)
فخرية خميس (ام احمد)
احمد السلمان (بو شوقي، أبو ناديا)
سعيد سالم (عبد العزيز)
مرام البلوشي (مريم، الزوجة الأولى لبو سلطان)
مي عبدالله (سعاد، الزوجة الثالثة لبو سلطان)
سعود الشويعي (احمد)
نرمين محسن (ناديا، الزوجة الثانية لبو سلطان وهي كذلك ابنة بو شوقي)
امل عباس (ليلى)
ابراهيم الشيخلي (بو نظير)

## ضيوف الشرف
جواهر
عبدالله العتيبي
شهد السلمان
سعاد السلمان
آمنة الكندري
سامي السعيد
مناير
حمد السعيد
شاهين الشاهين